# Resolució 2427 del Consell de Seguretat de les Nacions Unides
La Resolució 2427 del Consell de Seguretat de les Nacions Unides, fou adoptada per unanimitat el 9 de juliol de 2018 després d'un gran debat amb el propòsit d'instar a prendre accions concretes en resposta als abusos i violacions greus dels drets humans en conflicte, amb el propòsit particular de protegir els infants durant els conflictes armats, especialment el seu reclutament per grups armats no estatals i considerar els nens reclutats com a víctimes.
Després d'examinar l'informe del secretari general António Guterres (document S/2018/465) en el que documentava 21.000 casos de violacions a nens, el Consell va expressar la seva preocupació per la naturalesa regional i transfronterera d'aquestes violacions i per l'alt nombre de nens morts o mutilats per atacs indiscriminats contra civils, els bombardejos aeris, ús excessiu de la força, artefactes explosius i la utilització de nens com a escuts humans, així com els atacs contra escoles i hospitals i la violació i violència sexual contra els infants, que foren condemnades enèrgicament, alhora que instava a totes les parts en conflicte a defensar llurs obligacions segons el dret internacional humanitari.
El Consell va destacar la importància del mandat del Representant Especial del Secretari General per als nens i els conflictes armats, que inclou arrencar compromisos de protecció infantil concrets de les parts en conflicte.